# 神宝
神宝（じんぽう、かむだから）とは、神社の本殿内陣に納められる、祭神に由緒の深い宝物や調度品、装束類のことである。広義には神社に代々伝わる宝物のことも含むが、通常はこれらは社宝（しゃほう）と呼び、神宝とは区別する。
元々の神宝は、剣、玉、鏡などの呪具で、古代には氏族の権威の象徴、あるいは氏族の祭祀に使用されたものであった。『先代旧事本紀』の十種神宝などがそれに当たる。
後に、神像が作られるなど神の擬人化が進むと、神宝の中に、人間が使用するものと同じような日用品が多く含まれるようになる。例えば手箱、碗、化粧用具、衣服などである（熊野速玉大社#古神宝類も参照。毛抜きも見られる）。これらの神宝は、式年遷宮などの社殿更新にあわせて新調された。その際、それまでの神宝は「古神宝」と呼ばれ、その中には社宝として神社に残されるものもある。
伊勢神宮で20年毎に行われる式年遷宮では、社殿と共に714種1576点の御装束神宝（装束や須賀利御太刀等の神宝）も造り替えられる。現在では20年間正殿に捧げられた神宝は、宝殿でさらに20年間保管された後に撤下され、神宮徴古館で展示されたり、他の神社に下げ渡されることになっている。